# فيكتور باين
فيكتور باين (بالإنجليزية: Victor Payne)‏ هو مدرب كرة سلة أمريكي، ولد في 3 يوليو 1899 في تكساس في الولايات المتحدة، وتوفي في 26 أكتوبر 1981.

## وصلات خارجية
- فيكتور باين على موقع كلية كرة السلة في سبورتس رفرنس.كوم (الإنجليزية)